# Estação de Campo da Universidade do Mississippi
A Estação de Campo da Universidade do Mississippi (UMFS) é um complexo de pesquisa e educação fora do campus de 787
-acre(s) (320 ha) localizado no Condado de Lafayette, Mississippi, cerca de 8 milhas (13 km) a nordeste do centro de Oxford e gerido pela Universidade do Mississippi.

## História

Mapa da UMFS

Em julho de 1947, a área que agora é a UMFS foi inaugurada como Ole Miss Fisheries, Inc., uma fazenda de peixes que mais tarde se tornou Minnows Incorporated e operada pela Herbert Kohn Corporation. A fazenda de peixes compreendia 165 acre(s)s (67 ha) de terras baixas ao longo do Bay Springs Branch do Puskus Creek, que foi comprado da família Hickey.:2 Os lagos originais eram dispostos irregularmente, abastecidos por nascentes através de canos nos diques e esvaziados por meio de tubos verticais no canto de cada lago. Depois dos lagos originais, os lagos mais novos tinham estruturas de saída de concreto para drenagem, e a maioria dos lagos atuais tem tubos verticais de PVC.:3 No seu auge, a fazenda de peixes produzia de três a quatro milhões de peixes por ano. Oitenta por cento desses peixes eram Notemigonus crysoleucas, e o resto eram peixes dourados. Após a construção do primeiro conjunto de lagoas, a área ao longo de um riacho sem nome que se estende por cerca de 1 milha (1,6 km) a sudoeste do Bay Springs Branch foi dinamitada para drenagem e limpa de madeira. Mais 65 lagoas foram construídas aqui em uma fileira dupla e o riacho foi redirecionado para que fluísse em dois canais nas laterais do vale.:4 Tentativas foram feitas para criar trutas, mas não foram bem-sucedidas devido às suas baixas exigências de temperatura e aos baixos níveis de substâncias dissolvidas na água da UMFS. Tentativas adicionais de criar rãs-touro-americanas também não tiveram sucesso, possivelmente devido à predação dos girinos ou à disseminação de doenças em espaços confinados.:5 O gado pastando, junto com a equipe da fazenda de peixes, manteve baixos níveis de crescimento da vegetação ao redor dos tanques.:6No início da década de 1980, a fazenda encerrou as operações e foi vendida para a Weyerhaeuser, onde permaneceu em pousio por dois a três anos, período durante o qual grande parte da área ficou coberta de vegetação.:7
Em 1985, a Universidade do Mississippi adquiriu a propriedade em uma troca de terras com a Weyerhaeuser e converteu sete dos lagos originais em 45 lagos de 0,1 acre(s)s (0,040 ha) com áreas de superfície e profundidades uniformes. No lado sudoeste da UMFS, dez lagos foram igualmente convertidos em quarenta lagos rasos e uniformes. O Serviço de Conservação de Recursos Naturais financiou parcialmente a construção de oito células de pântanos na extremidade oeste da estação de campo. Esta construção resultou em 220 lagos cobrindo 90 acre(s)s (36 ha) de água na UMFS. No entanto, hoje existem cerca de 190 lagoas, várias das quais estão secas e algumas das quais foram combinadas em uma única lagoa devido à atividade dos castores.:5–6 A Companhia de Engenharia C da Guarda Nacional do Mississippi construiu as 45 lagoas de 0,1
-acre(s) (0,040 ha) e uma casa para o gerente da estação de campo durante dois acampamentos de verão em 1990 e 1991.:7–8 A UMFS foi dedicada em maio de 1986 como a Estação de Campo Biológica da Universidade do Mississippi ("biológica" foi posteriormente retirada do nome) e abrangia aproximadamente 500 acre(s)s (200 ha). Foram adquiridos mais 220 acre(s)s (89 ha) abrangendo o que era conhecido como a antiga fazenda Bramlett e, em abril de 1996, 15 acre(s)s (6,1 ha) foram adquiridos para fornecer acesso a novos laboratórios, escritórios e edifícios de manutenção que foram concluídos em 1998.:8 Em 2013, Predefinição:Convert/acres foram adicionados à estação de campo para proteção contra invasões.
Várias agências apoiaram ou continuam a apoiar projetos na estação de campo, incluindo o Departamento de Vida Selvagem, Pesca e Parques do Mississippi, o Laboratório Nacional de Sedimentação do Serviço de Pesquisa Agrícola do USDA, o Serviço de Conservação de Recursos Naturais, o Corpo da Paz, a Shell Development Corporation, a Zoecon, a ABC Laboratories, o Instituto de Recursos Minerais do Mississippi e o Instituto de Pesquisa de Ciências Farmacêuticas.:11

## Geografia e geologia

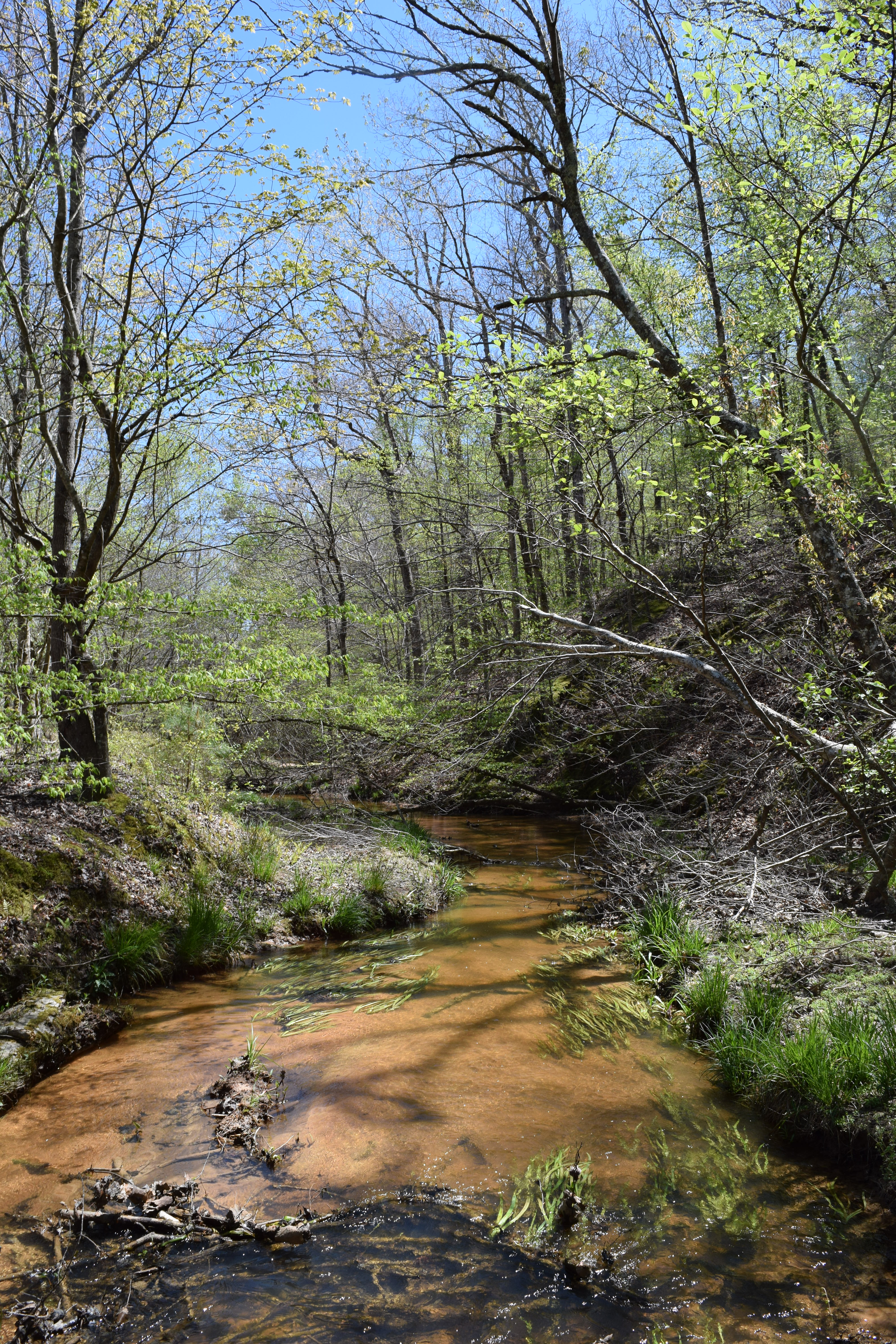
Bay Springs Branch

A UMFS abrange 781 acres (316 ha) das colinas do Eoceno da planície costeira do Golfo interior ao longo dos riachos de cabeceira do rio rio Little Tallahatchie. Os lagos da estação de campo estão localizados dentro de um vale em forma de V originalmente formado por dois riachos: Bay Springs Branch e um riacho sem nome que deságua no Bay Springs Branch. Logo fora do limite da estação de campo, o Bay Springs Branch deságua no Puskus Creek, que deságua no Lago Puskus antes de continuar para o rio Little Tallahatchie.:2 O Bay Springs Branch originalmente fluía ao longo do lado norte do vale, mas após a construção dos lagos foi redirecionado para o lado sul, e agora um riacho menor flui ao longo de parte do lado norte do vale. Da mesma forma, o riacho sem nome também foi redirecionado junto com a construção do lago, de modo que agora há dois riachos quase idênticos ao longo de cada lado do vale no lado sul da estação de campo.:4 O Bay Springs Branch se divide no lado oeste da estação de campo, com uma bifurcação fluindo dos lagos ao redor da Igreja Batista de Bay Springs e outra fluindo de um único lago no lado centro-oeste da estação de campo.
A UMFS está dentro das fronteiras designadas da Floresta Nacional de Holly Springs, embora nenhuma das terras diretamente adjacentes seja administrada ou de propriedade do Serviço Florestal dos Estados Unidos. Os solos na estação de campo são principalmente solos arenosos e franco-arenosos. Os solos eram originalmente principalmente loesse, mas foram severamente degradados pelo desmatamento e práticas agrícolas precárias que ocorreram após a colonização europeia em 1832. Existem várias nascentes na área que fornecem um suprimento de água durante todo o ano para os riachos e lagoas da estação de campo.:3 As elevações variam de pouco menos de 400 pés (120 m) acima do nível do mar ao longo da seção inferior do Bay Springs Branch a mais de 540 pés (160 m) na borda norte da estação de campo.

## Ecologia

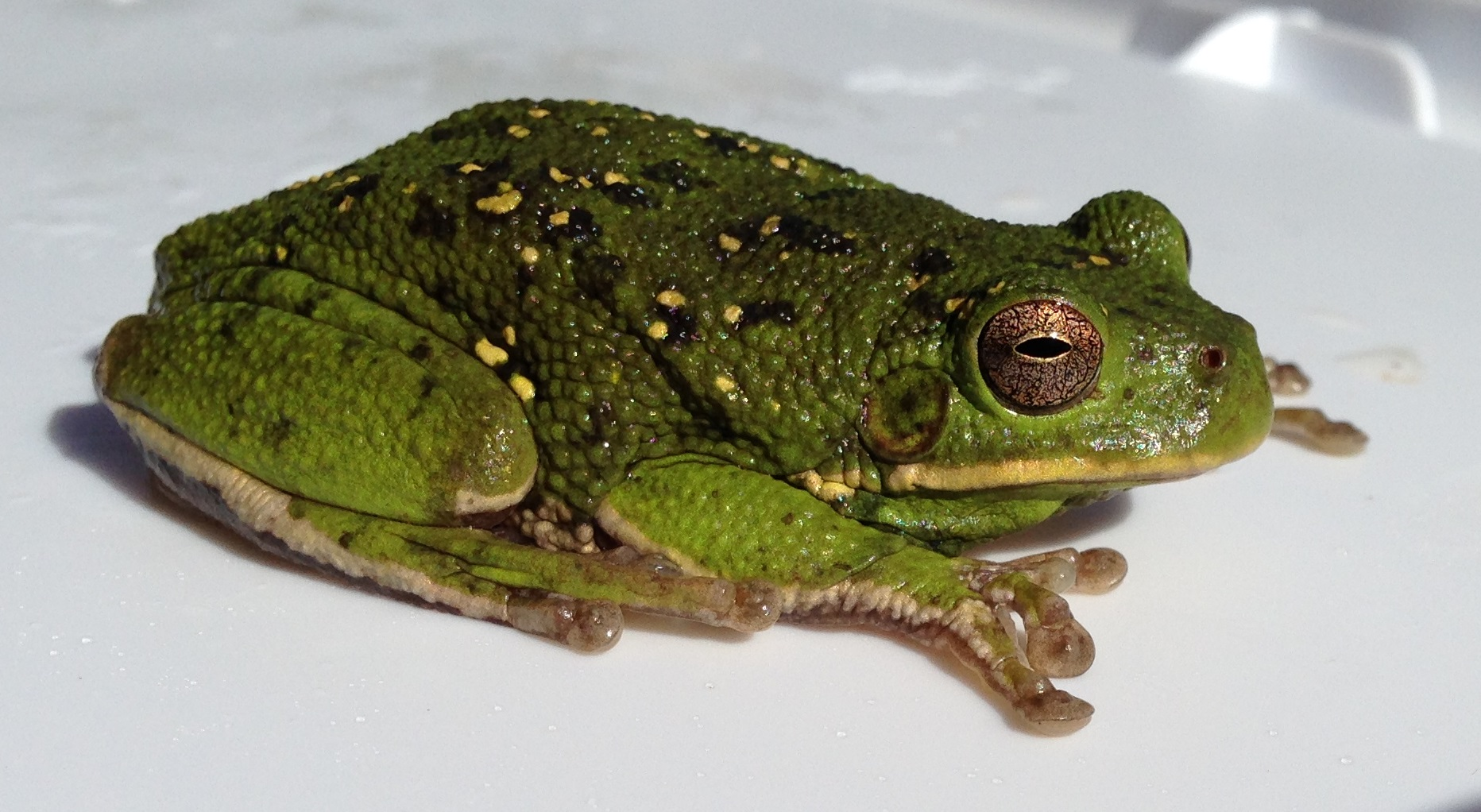
Macho adulto da Hyla gratiosa na UMFS

A UMFS está localizada na ecorregião nível IV da Planície Costeira do Golfo Montanhoso do Norte, dentro das ecorregiões nível III das Planícies do Sudeste, nível II das Planícies do Sudeste dos EUA e nível I das Florestas Temperadas Orientais. Além de lagoas, os habitats incluem zonas úmidas, campos ceifados e florestas mistas de dossel fechado. Parcelas de monitoramento de vegetação de longo prazo foram estabelecidas em 1996 após uma forte tempestade de gelo em 1994 e uma infestação de besouro da casca do pinheiro em 1995. Existem 345 espécies de plantas vasculares, 132 besouros aquáticos, 43 Heteroptera aquáticos e semiaquáticos, 16 sapos, 12 salamandras, 25 cobras, 10 tartarugas, 9 lagartos e 55 borboletas que foram observadas na estação de campo.

O Etheostoma raneyi, um peixe endêmico dos riachos de cabeceira dos sistemas dos rios Tallahatchie e Yocona, no norte do Mississippi, pode ser encontrado na estação de campo. A boca-de-algodão é a cobra mais comum, tendo sido estimada como sendo quatorze vezes mais comum do que a próxima espécie de cobra comum. Jacarés-americanos raramente foram relatados, embora nenhum desses relatos tenha sido verificado com fotografias ou exemplares capturados.

## Pesquisa e educação

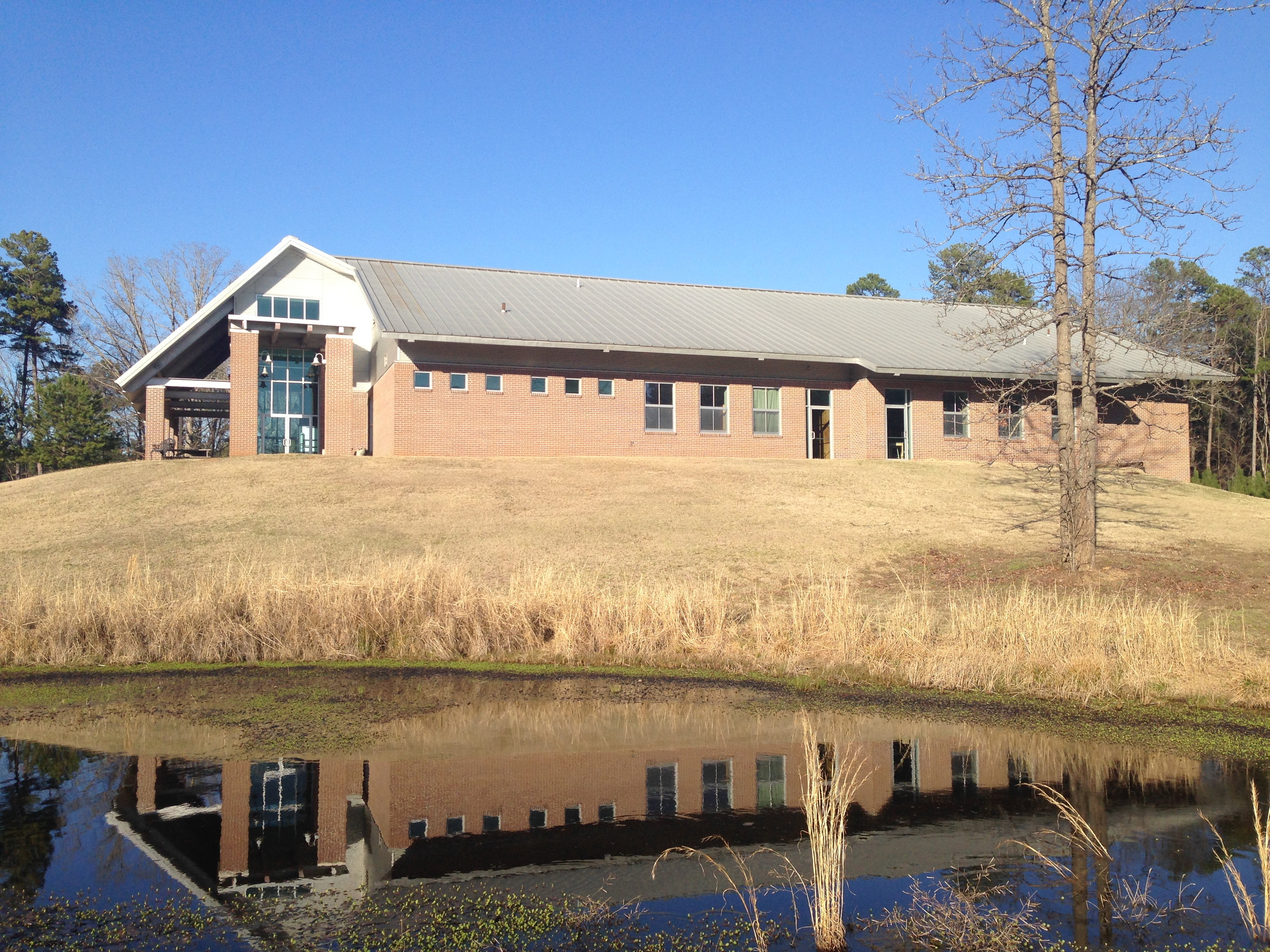
Edifício de educação da UMFS

As instalações de pesquisa e educação incluem dois edifícios com escritórios e laboratórios, uma estufa, um aviário de perus-selvagens, um edifício educacional com um auditório, laboratórios de ensino e escritórios, e uma cabine para pesquisadores visitantes. A estação de campo hospeda viagens de campo para cursos do ensino fundamental ao superior, com cerca de 2.000 visitantes por ano, incluindo um acampamento anual de ecologia de verão para crianças do 2º ao 6º ano. A UMFS é integrante da Organização de Estações Biológicas de Campo. Parte do Instituto Nacional de Ciência e Tecnologia Submarina estava sediada na estação de campo.